# Бер Вали (округ Алпајн, Калифорнија)
Бер Вали (енгл. Bear Valley, Alpine County) насељено је место без административног статуса у америчкој савезној држави Калифорнија.

## Демографија
По попису из 2010. године број становника је 121, што је 12 (-9,0%) становника мање него 2000. године.
| Група             | 2000.       | 2010.       |
| Белци             | 116 (87,2%) | 118 (97,5%) |
| Афроамериканци    | 0 (0,0%)    | 0 (0,0%)    |
| Азијати           | 0 (0,0%)    | 1 (0,8%)    |
| Хиспаноамериканци | 5 (3,8%)    | 1 (0,8%)    |
| Укупно            | 133         | 121         |